# Сент-Джеймс, Ребекка
Ребе́кка Сент-Джеймс (англ. Rebecca St. James), урождённая — Ребе́кка Джин Смоллбо́ун (англ. Rebecca Jean Smallbone; 26 июля 1977, Сидней, Австралия) — австралийско-американская певица, автор песен, писательница и актриса, исполняющая современную христианскую музыку и христианский рок. Лауреат премии Грэмми и GMA Dove Award.

## Биография
Ребекка Джин Смоллбоун родилась 26 июля 1977 года в Сиднее в семье Дэвида и Хелен Смоллбоун. У Ребекки есть пятеро младших братьев (включая Джоэля Дэвида Смоллбоуна и Люка Джеймса Смоллбоуна — участников музыкальной группы в стиле современной христианской музыки «For King & Country», с которой она сотрудничала) и одна младшая сестра.
В 1990 году, в возрасте двенадцати лет, Сент-Джеймс открывала концерты CCM исполнителя современной христианской музыки Carman во время его австралийского тура. В следующем году она выпустила дебютный альбом Refresh My Heart в Австралии под сценическим именем «Rebecca Jean».
В 1991 году семья переехала в Нашвилл, штат Теннесси, США, в 1991 году, где ее отец получил предложение о работе.

## Карьера
Ребекка начала музыкальную карьеру в 1987 году и по состоянию на 2011 год выпустила более десяти альбомов:
- 1991: Refresh My Heart
- 1994: Rebecca St. James
- 1996: God
- 1997: Christmas
- 1998: Pray
- 2000: Transform
- 2002: Worship God
- 2002: Wait for Me: The Best from Rebecca St. James
- 2005: If I Had One Chance to Tell You Something
- 2008: The Ultimate Collection
- 2011: I Will Praise You
- 2020: Dawn
- 2022: Kingdom Come

Помимо успешной сольной карьеры (она считается одной из самых известных представителей жанра современной христианской музыки) Ребекка также снимается в кино и пишет книги.

## Личная жизнь
С 23 апреля 2011 года Ребекка замужем за басистом музыкальной инди-поп группы «Foster the People» Кабби Финком (род. 1982), с которым она встречалась 2 года до свадьбы. У супругов есть дочь — Джемма Элена Финк (род. 18.02.2014).